# دهستان قلتوق
قلتوق خدابنده ، دهستانی است از توابع بخش مرکزی ،قیدار  شهرستان زنجان در استان زنجان ایران.

## جمعیت
براساس سرشماری سال ۱۳۸۵ جمعیت آن ۵٬۲۸۴ نفر (۱٬۲۵۹ خانوار) بوده‌است.